# Aérodynamique numérique
Vous pouvez aider à l'améliorer ou bien discuter des problèmes sur sa page de discussion.
- Il ne cite pas suffisamment ses sources. Vous pouvez indiquer les passages à sourcer avec {{référence nécessaire}} ou {{Référence souhaitée}}, et inclure les références utiles en les liant aux notes de bas de page. (Marqué depuis novembre 2024)
- Il contient une ou plusieurs listes. Le texte gagnerait à être rédigé sous la forme d’un ou plusieurs paragraphes synthétiques, afin d’être plus agréable à lire. (Marqué depuis novembre 2024)
- Son texte doit être wikifié : il ne correspond pas à la mise en forme Wikipédia (style, typographie, liens internes, liens entre les wikis, etc.). (Marqué depuis novembre 2024)
- Il doit être recyclé. La réorganisation et la clarification du contenu sont nécessaires. (Marqué depuis novembre 2024)

- Archive Wikiwix
- Bing
- Cairn
- DuckDuckGo
- E. Universalis
- Gallica
- Google
- G. Books
- G. News
- G. Scholar
- Persée
- Qwant
- (zh) Baidu
- (ru) Yandex
- (wd) trouver des œuvres sur Wikidata

L'aérodynamique numérique est l'application de l'informatique aux besoins de modélisation et de calcul dans le domaine de l'aérodynamique, en remplacement ou en complément des essais en soufflerie au coût élevé. 

## Historique
Depuis les années 1980, plusieurs logiciels ont été développés permettant de traiter numériquement l'aérodynamique de corps fuselés (en écoulement peu ou pas décollé) et sont maintenant disponibles sur Internet. La puissance de calcul croissante des ordinateurs personnels depuis les années 1990 a rendu la plupart de ces logiciels facilement exploitables, avec des temps de calcul très courts.

## Bibliothèque de profils
Il existe un très grand nombre de profils, généralement classés par famille, comme les profils NACA. On trouve la plupart de ces profils, avec leurs coordonnées, sur le site suivant :
- UIUC Airfoil Coordinates Database - Version 2.0 (plus de 1550 profils). UIUC = University of Illinois at Urbana-Champaign

L'utilitaire suivant permet de convertir un fichier de profil à divers formats (Selig, dxf, Xfoil, etc.) :
- ConCord (Conversion of airfoil Coordinates),

## Logiciels 2D

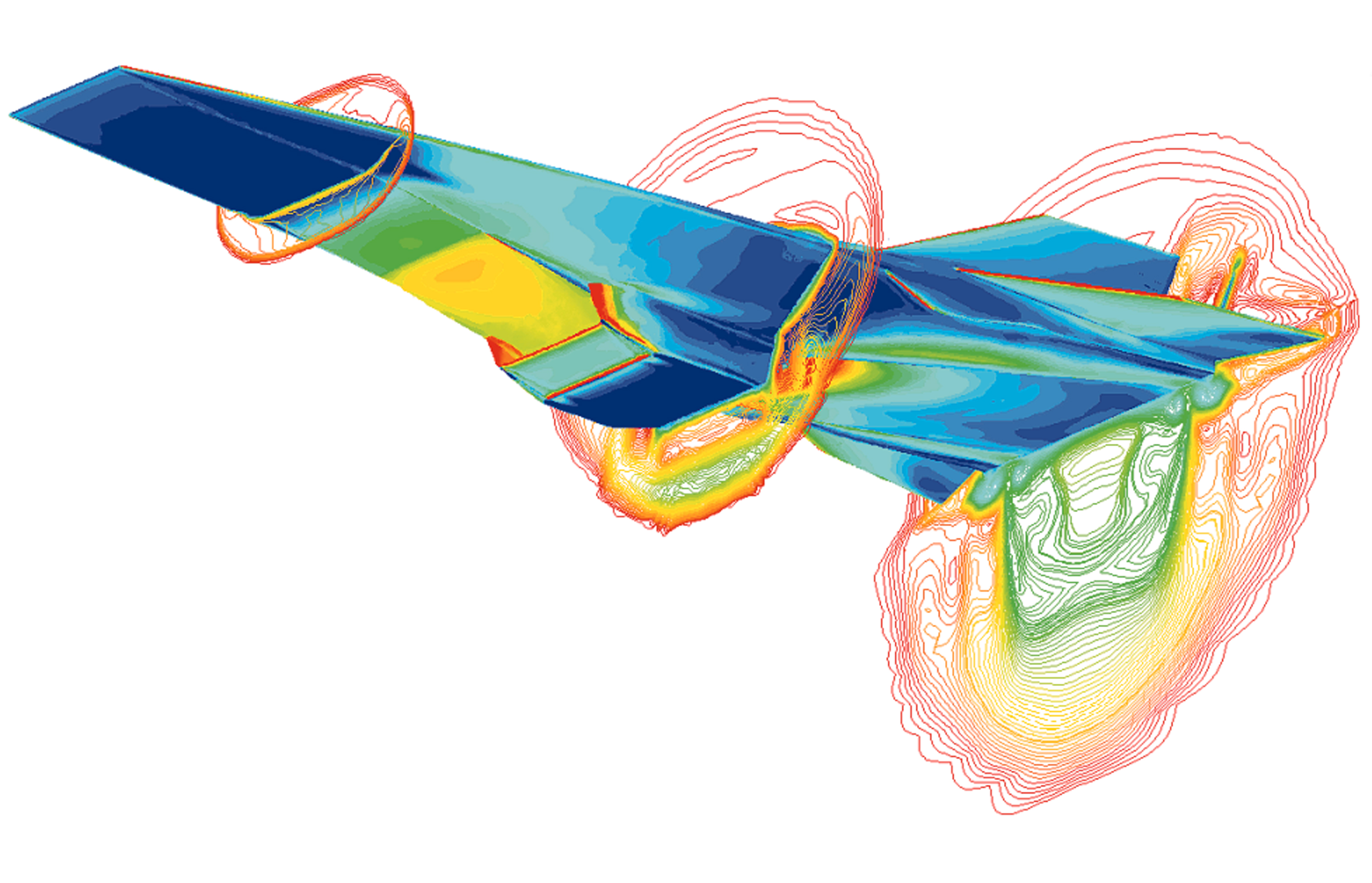
Un modèle du NASA X-43 Scramjet, (véhicule hypersonique volant à Mach 7), généré par ordinateur en utilisant un code de Mécanique des Fluides Numérique

Un logiciel de profil 2D analyse un profil d'aile d'allongement infini; les caractéristiques calculées, notamment la pente de portance, sont différentes de celles d'une aile d'allongement fini. Mis à part les programmes "Profile" de R. Eppler, Javafoil et Profoil, la plupart reprennent le logiciel Xfoil établi par Mark Drela du MIT aux États-Unis.
- Profile, établi par Richard Eppler de l'Université de Stuttgart, en Allemagne. Ce logiciel présenté en 1980 est disponible sur le serveur de la Nasa à la référence TM 80210 "A Computer Program for the Design and Analysis of Low Speed Airfoils". Une version modifiée a été écrite par l'aérodynamicien américain John Roncz en 1990. Extrait de ce site (Public Domain Areonautical Software): "Although this program is of great historical importance and one still finds current papers that refer to calculations made with PROFILE, it is not the program of choice for someone learning about airfoil plus boundary layer calculations. I would recommend Xfoil for today's students."
- Javafoil, écrit par Martin Hepperle, sur la base du code Eppler. Le programme est un "applet" utilisant le langage "Java"; le programme n'étant pas chargé sur l'ordinateur de l'utilisateur. Depuis 2002, ce logiciel peut prendre en compte un profil "multi-éléments" (profils disposés en cascade) ainsi que l'effet de sol. Comme dans le code Eppler, les décollements laminaires localisés (laminar separation bubble) ne sont pas pris en compte, ce qui affecte les résultats surtout aux petits nombres de Reynolds (moins de un million).
- Profoil, écrit par Michael S. Selig (UIUC, Applied Aerodynamics Group, University of Illinois, USA) à partir de 1991, sur la base du code Eppler. La dernière version Profoil-WWW (V1.1) établie en 1997 est disponible sur le web depuis 2005, sous forme de pages html (les calculs sont effectués par le serveur; il n'existe pas de version pour PC autonome). Profoil est étudié pour créer un profil en utilisant la méthode dite "inverse" : on part d'une distribution de vitesses souhaitée pour créer le profil, alors que la méthode classique (dite "directe") part d'un profil existant et calcule la distribution des vitesses le long du profil. Profoil ne dispose pas d'outils pour analyser le profil créé, ce qui implique d'utiliser d'autres logiciels.
- Xfoil, écrit par Mark Drela à partir de 1986, est un logiciel libre dont la dernière version 6.97 a été publiée en avril 2008. Xfoil calcule l'écoulement sur un profil en 2D (allongement infini). L'écoulement peut être choisi de type parfait ou visqueux, avec dans ce cas la prise en compte d'une couche limite conforme à la réalité et le calcul de l'emplacement de la transition laminaire-turbulent qui est essentiel pour établir le coefficient de traînée. Xfoil permet de travailler en méthode directe ou en méthode inverse. En méthode directe, on étudie les pressions d'un profil donné. En méthode inverse, le profil est défini à partir d'une distribution de pression donnée. Cette méthode permet aussi de modifier localement ou de "lisser" un profil dont la distribution de pression ne varie pas régulièrement).

Fichier de profil. La saisie du fichier de profil demande de respecter certaines règles, notamment une bonne définition géométrique au bord d'attaque (densité des points et régularité de la variation de courbure), notamment pour les profils minces à bord d'attaque pointu. Les profils disponibles sur Internet (NASG ou UIUC database) manquent souvent de définition au niveau du bord d'attaque, ce qui peut faire planter le calcul, les itérations d'équilibre ne convergeant pas. Ceci peut être corrigé (mais pas toujours) par un lissage manuel ou mathématique dans Xfoil ou par un lissage graphique, en utilisant un outil de dessin externe gérant les rayons de courbure (curve radius dans Rhino par exemple).
Volets. Le profil étudié peut être cambré localement (déflexion d'une partie de la surface), mais reste monoprofil. Xfoil ne traite pas les configurations multi-profils dites "multi éléments" comme les profils équipés de becs de bord d'attaque et de volets à fente. Les polaires obtenues sont valable pour un allongement infini, et doivent être corrigées pour une application réelle à allongement fini.
Validité. La pente de portance (relation Cz / incidence) calculée est légèrement supérieure à celle donnée par les essais en soufflerie. Le niveau de coefficient de traînée calculé est le plus souvent inférieur de 15 à 20 % à celui donné par les essais en soufflerie. Les conditions d'écoulement en soufflerie sont inévitablement plus ou moins turbulentes, notamment dans le cas des anciennes souffleries (essais NACA), ce qui augmente la traînée mesurée (la transition turbulente est plus avancée). Des mesures visuelles en vol portant sur l'emplacement de la transition ont confirmé les calculs faits avec Xfoil.
Méthode inverse. Un coefficient de portance étant fixé, on agit graphiquement sur la distribution de vitesses affichée, ce qui modifie le profil initial. Cette méthode permet de "lisser" un profil présentant des irrégularités locales et d'optimiser les performances en façonnant le champ de pression en accord avec les transitions laminaire/turbulent.
- Glider3d, Profili2 et Mecaflux, sont basés sur Xfoil, dans une interface Windows.

## Logiciels 2D/3D
Ces logiciels sont basés sur Xfoil (2D) en rajoutant une prise en compte des effets d'une envergure finie (3D).
- MIAreX traite la portance non linéaire selon le modèle LLT (Lifting Line Theory). Il est limité à l'étude de l'aile seule; les effets de dièdre et de flèche sont ignorés.
- XFLR5 ajoute des possibilités 3D dans une interface Windows. Ce logiciel permet d'étudier le comportement des profils et des ailes. Il reprend les développements 3D en mode "ligne portante non-linéaire" prototypés dans MIAReX.

## Logiciels 3D
- AVL (Athena Vortex Lattice) est un logiciel libre qui a été écrit et développé à partir de 1988 par Harold Youngren et Mark Drela, et porté sur Windows en 2004 (AVL 3.26).

AVL calcule l'équilibre, la portance et la traînée induite d'une configuration complète en 3D présentant plusieurs surfaces portantes. Les parties mobiles (volets, ailerons, etc.) sont définies par une déformation de la ligne moyenne du profil. À la différence d'Xfoil, le calcul considère un écoulement de type fluide parfait, avec les limitations suivantes :
- pas de viscosité, donc pas de frottement (la traînée de frottement doit être calculée séparément),
- pas de séparation (pas de décrochement à grande incidence); les pentes de portance sont linéaires : les indications obtenues ne sont vraiment valides qu'aux faibles angles d'attaque, hors décrochement aérodynamique (disons moins de 7 à 10°),
- l'écoulement est incompressible; le calcul reste valide en subsonique subcritique (Mach < 0.7)

La définition détaillée des masses permet de calculer les inerties et les modes propres (Eigenmode) en tangage et en roulis-lacet. Visualisation du comportement en dynamique.
L'intérêt majeur d'AVL est de modéliser simplement et de pouvoir explorer rapidement des conditions de vol équilibrées ou non. On peut rechercher la répartition de portance en envergure, un décrochage (un excès de Cz) local, les valeurs de déflexion des surfaces mobiles nécessaires à l'équilibre, les valeurs définissant les stabilités (moments et dérivées en tangage, lacet), etc. Si un problème est mis en évidence, la configuration peut être modifiée à l'écran ou dans le fichier de définition et réexaminée très rapidement. Essayer de faire la même chose à la main, ou avec une feuille de calcul (tableur), ou bien avec un outil qui demande un maillage complet de la surface (comme Fluent) demanderait beaucoup plus de temps : des heures au lieu de secondes. Des comparaisons AVL-Fluent montrent qu'AVL, par sa souplesse et sa rapidité, est mieux adapté aux phases initiales de projet (voir liens 5 et 6).
AVL n'a pas été conçu pour traiter les interactions des surfaces portantes avec le fuselage, ce qui demande des corrections délicates. Des comparaisons entre AVL et des essais en soufflerie donnent une idée des corrections nécessaires. Les effets de propulsion (souffle d'hélice) ne sont pas traités non plus.
Depuis août 2010, AVL peut prendre en compte l'effet de parois fixes placée à proximité du modèle, ce qui permet de modéliser le comportement du modèle en soufflerie. La dernière version (AVL 3.31, avril 2011) est disponible pour Linux.
- ASWING a été écrit par Mark Drela sur la base d'AVL pour étudier l'aérodynamique, les contraintes structurales et la déformée en vol d'un avion présentant une souplesse importante (aile à grand allongement, fuselage très mince). Le site présente une vidéo de déformation de planeur et d'aile volante. Application type : étude de la rupture en vol de l'aile volante à haute altitude "Helios" de la NASA. À la différence de Xfoil ou AVL, ce logiciel n'est pas dans le domaine public.

## Logiciels d'hélices
- Xrotor, écrit par H. Houngren et M. Drela entre 1998 et 2004 (version 7.53), dernière version 7.55 sous Unix, concerne spécialement les hélices. En accès libre depuis 2011. Le logiciel prend en compte : hélices classiques, contra-rotatives, hélices carénées(ducted fan), rotors d'hélicoptères, éoliennes. Différents outils permettent de modifier rapidement les caractéristiques dimensionnelles et de faire varier le calage et le vrillage des pales pour avoir un rendement de propulsion optimal. Les hélices carénées sont mieux prises en compte par DFDC.
- DFDC Ducted Fan Code Design. Dérivé de Xrotor, DFDC est un outil d'analyse et de conception d'hélices tournant à l'intérieur d'un carénage. Le logiciel permet de faire varier la forme du carénage, le nombre et la forme des pales, etc. On peut rajouter un deuxième rotor et un stator (pour redresser le flux). DFDC a été écrit et développé à partir de 2005 par Harold Youngren/Mark Drela et porté sur Windows en 2006 (DFDC 7.0).
- QPROP (Drela) est un outil d'analyse de performance d'un ensemble moteur électrique-hélice propulsive ou d'un ensemble hélice réceptrice-générateur électrique (éolienne). Qprop a été écrit et développé à partir de 2004 par Mark Drela et porté sur Windows en 2007 par H. Youngren (Qprop 1.22).
- QMIL est un complément de QPROP destinée à l'analyse et la conception d'hélices entraînant des génératrices (éoliennes ou windmill en anglais).
- JavaProp, écrit par Martin Hepperle, fonctionne comme JavaFoil sous forme d'applet java.
- Heliciel, depuis 2009 (sous windows). Ce logiciel payant prend en compte : hélices classiques aériennes ou marines, contra-rotatives, hélices carénées, rotors d'hélicoptères, éoliennes, hydroliennes. Fournit le modèle 3D de la pale au format IGS pour réalisation ou intégration en CAO. Différents outils permettent de modifier rapidement les caractéristiques dimensionnelles et de faire varier le calage et le vrillage des pales pour avoir un rendement de propulsion optimal. Une base de données interactive de performances de profils (intégrant xfoil) permet la définition du vrillage en fonction de finesses locales optimales après calcul des vitesses induites.